# ZDFinfo
ZDFinfo è un canale televisivo tedesco edito dalla ZDF in onda sul digitale terrestre e sul satellite. Trasmette programmi televisivi culturali, economici e politici.